# 斯洛伐克希臘禮天主教會

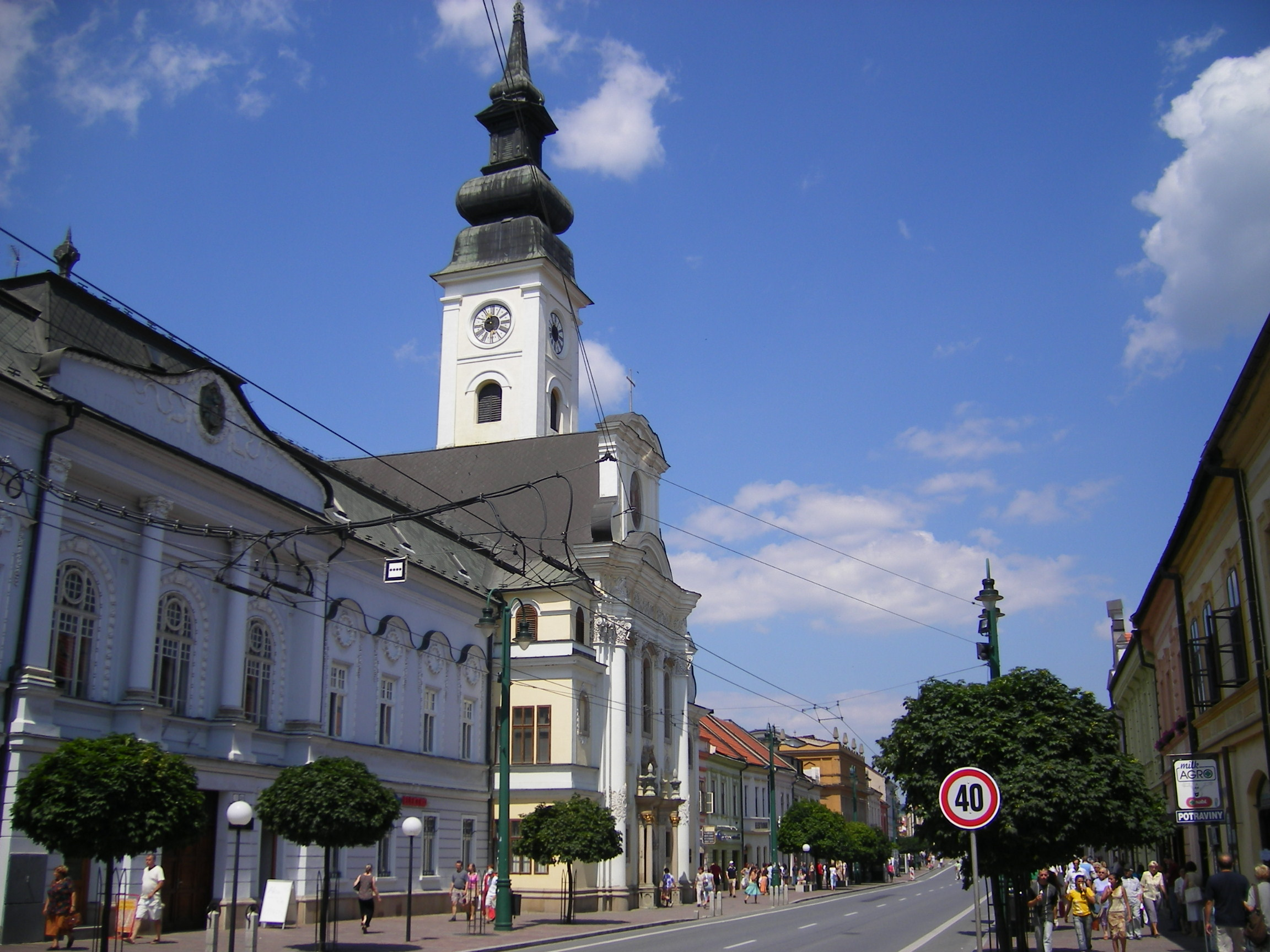
斯洛伐克洗者若翰宗座聖殿

斯洛伐克希臘禮天主教會（英語：Slovak Greek Catholic Church、拉丁語：Moravica Graecum Ecclesiae Catholicae、斯洛伐克語：Gréckokatolícka cirkev na Slovensku, "Greek-Catholic Church in Slovakia"），又稱斯洛伐克拜占庭禮天主教會，是天主教會的一部分，為拜占庭禮儀式傳統的一個分支，是東儀天主教會的23個成員之一。該教會是完全與教宗共融的，而它是直屬羅馬教廷。現任教會總主教為揚‧巴布亞克（英語：Ján Babjak）。

## 歷史
大約在公元9世紀時，聖西里爾進入居住了盧森尼亞人的喀爾巴阡山脈中傳教。使大量斯拉夫民族成為了拜占庭禮基督徒，而在東西教會大分裂後，拜占庭禮教會（即東正教）就和拉丁禮教會（即天主教）分開了。不過在1646年，烏日霍羅德同盟建立後，大量斯拉夫拜占庭禮信徒改宗天主教，除了斯洛伐克希臘禮天主教會外，魯塞尼亞禮天主教會也在此之內，這也使得這兩個同為拜占庭傳統的教會的經歷有著大量的關聯性。
隨著第一次世界大戰的影響捷克斯洛伐克獨立為一個國家。大多數的魯塞尼亞禮和斯洛伐克禮教會分布區域都被劃分到該國中。也就是穆卡切沃（魯塞尼亞禮）和普雷紹夫（斯洛伐克禮）。普雷紹夫教區成立於1818年9月22日。，在一戰後，由國界變動導致匈牙利希臘禮天主教的豪伊杜多羅格教區有21個堂區被轉移到普雷紹夫教區下，隨即在1924年6月4日，與同樣被劃分到魯塞尼亞禮天主教穆卡切沃教區的堂區合併為新的米什科爾茨宗座代牧區，使之回到匈牙利禮之下。
第二次世界大戰後，在1950年4月捷克斯洛伐克因為蘇聯的推動而成了社會主義國家，隨即該國的所有希臘禮天主教會被迫招開會議簽署文件宣告與羅馬教廷的共融關係終結，而這些希臘禮天主教徒就轉由俄羅斯正教會所管理，之後才成立了捷克斯洛伐克正教會。普雷紹夫主教保祿·伯多祿·格羅狄崔則因為政治迫害而於1960年死於獄中。而他的輔理主教巴西爾·霍普托則於1968年因布拉格之春治改革而得以出獄。這兩位主教分別在2001年 和2003年 由教宗若望保祿二世列為真福品聖人。
希臘禮教會這樣的立場被延續到了布拉格之春的政治改革，雖然許多教會的建築物的持有權依然保留在正教會手下，但是在292個堂區中有205個堂區投下贊成票的情況下，斯洛伐克禮天主教會終於回歸與普世天主教會的共融關係。而在1993年的天鵝絨分離後，捷克與斯洛伐克分為兩個國家，許多教會建築物的管理權也回到了斯洛伐克希臘禮天主教會名下。1997年教宗若望保祿二世成立了科希策宗座代牧區。

## 現況
2008年教宗本篤十六世重組了斯洛伐克希臘禮天主教的架構，使之成為一個與教廷共融的自治教省。為此普雷紹夫教區被升格為教省總教區，科希策代牧區成為教區。此外另外自普雷紹夫教區內劃分出布拉迪斯拉發教區。

## 教區

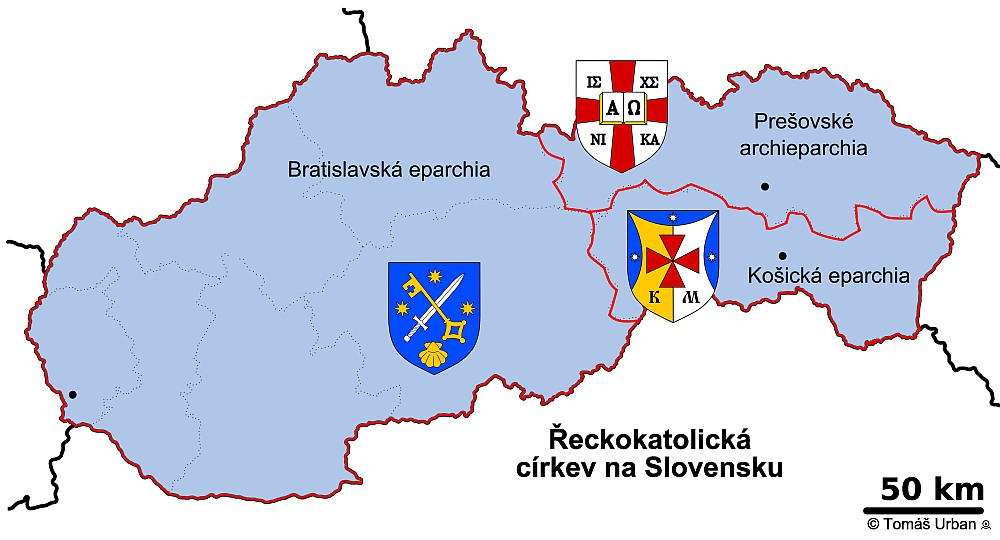
在斯洛伐克的普雷紹夫教省

### 斯洛伐克
- 普雷紹夫總教區
  - 布拉迪斯拉發教區
  - 科希策教區

### 加拿大
- 多倫多聖濟利祿聖梅篤丟斯代牧區 (2022年起改隸魯瑟尼亞希臘禮天主教會匹茲堡教省，並改為代牧區)

## 外部連結
- 斯洛伐克希臘禮天主教會非官方網站 （页面存档备份，存于）
- （斯洛伐克文） 斯洛伐克希臘禮天主教普雷紹夫總教區 （页面存档备份，存于）
- （斯洛伐克文） 斯洛伐克希臘禮天主教科希策教區 （页面存档备份，存于）
- （斯洛伐克文） 斯洛伐克希臘禮天主教布拉迪斯拉發教區 （页面存档备份，存于）
- 斯洛伐克希臘禮天主教多倫多聖濟利祿聖梅篤丟斯教區 （页面存档备份，存于）
- （捷克文） Apoštolský exarchát řeckokatolické církve v České republice （页面存档备份，存于）
- （斯洛伐克文） 斯洛伐克希臘禮天主教普雷紹夫神學院 （页面存档备份，存于）
- Slovak Cathedral of the Nativity of the Mother of God (Toronto)
- （斯洛伐克文） Gréckokatolícka farnosť a protopresbyterát Medzilaborce